# Daphnopsis
Daphnopsis é um género botânico pertencente à família Thymelaeaceae. As espécies do gênero cujas entrecascas produzem boa fibra são chamadas embira ou envira.

## Etimologia
"Embira" e "envira" provêm do termo tupi em'bira.

## Espécies
- Daphnopsis aemygdioi
- Daphnopsis alainii
- Daphnopsis alpestris
- Daphnopsis americana
- Daphnopsis angustifolia